# Дворец Браницких
Дворец Браницких — резиденция коронного гетмана Клементия Браницкого в Белостоке (1689—1771), которая строилась в стиле барокко в середине XVIII века как «подляшский Версаль».
По роскошному убранству и изысканности отделки не уступал королевскому дворцу в Вилянуве. В пейзажном парке сохранились павильон для гостей, арсенал, оранжерея и другие здания. В связи со строительством дворца Браницкий добился предоставления Белостоку городского статуса.
В 1809 году дворец с относящимися к нему землями был куплен императором Александром I и передан в ведение Министерства императорского двора. Хотя Белостокский императорский дворец редко посещался венценосными особами, при нём была оборудована часовня Александра Невского, служившая главным православным храмом округи («собором») до постройки Николаевского собора.
При Николае I дворец был перестроен изнутри для размещения Белостокского института благородных девиц, который занимал здание с 1841 до 1914 года.
По состоянию на 2010 год дворец занят медицинским институтом. В большом актовом зале благодаря его отличной акустике проводятся регулярные конкурсные слушания хоров в рамках международных фестивалей церковной музыки.